# Didjeridu
O didjeridu (ou didgeridoo) é um instrumento de sopro dos aborígenes australianos. É um aerofone, ou seja, um instrumento onde o som é provocado pela vibração do ar. O som no didjeridu é produzido pela vibração dos lábios e por outros sons produzidos pelo instrumentista.
O didjeridu é um instrumento muito antigo. Estudos arqueológicos baseados em pinturas rupestres sugerem que o povo aborígene da região de Kakadu já utilizava o didjeridu há cerca de 1 500 anos.

## Construção

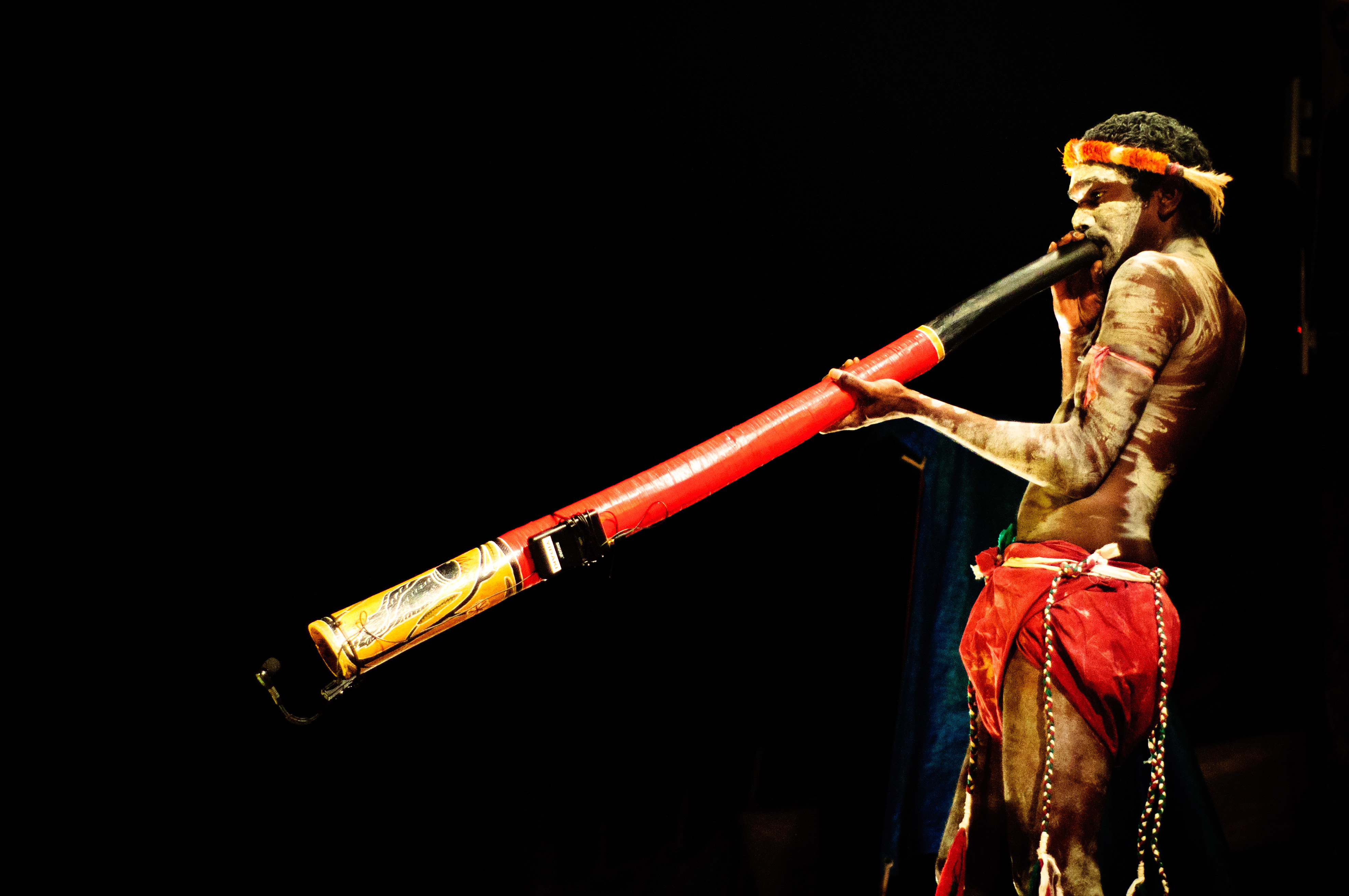
O tocador de Didgeridoo Ŋalkan Munuŋgurr se apresentando com a banda East Journey.

O autêntico didgeridoo de origem australiana é construído da forma tradicional por comunidades do norte da Austrália ou por pessoas que viajam para a Austrália central em busca da matéria-prima. Para a construção desses instrumentos são usados troncos duros, especialmente de eucaliptos, árvore abundante naquela região. Às vezes são usadas espécies nativas de bambu. Em geral corta-se o tronco inteiro mas um galho sendo considerado forte o bastante pode ser usado no lugar do tronco completo. Os artesãos aborígenes que constroem o didgeridoo também aproveitam troncos que foram esburacados por cupins. Quando encontram uma árvore aproveitável, selecionam o galho, retiram a casca, adornam as extremidades e o instrumento ganha forma. Nesse ponto o didgeridoo recém-construído pode ser pintado e pode-se acrescentar cera de abelha ao bocal do instrumento. Didgeridoos também são feitos a partir de tubos tipo PVC. Estes geralmente têm um diâmetro entre 4 e 5 cm e um comprimento que corresponde ao tom desejado. O bocal muitas vezes é feito da tradicional cera de abelha ou de fita adesiva. Uma rolha de borracha furada e de um tamanho apropriado também pode servir de bocal.

## Tocando o didjeridu
O didjeridu é tocado com a contínua vibração dos lábios para produzir o zumbido enquanto é usada uma técnica especial de respiração chamada respiração circular. Esta exige a respiração através do nariz enquanto que, ao mesmo tempo, a expiração deve ser feita pela boca usando a língua e as bochechas. Para um instrumentista experiente, a técnica da respiração circular permite que ele renove o ar de seus pulmões mantendo uma nota pelo tempo que desejar.

## Benefícios para a saúde

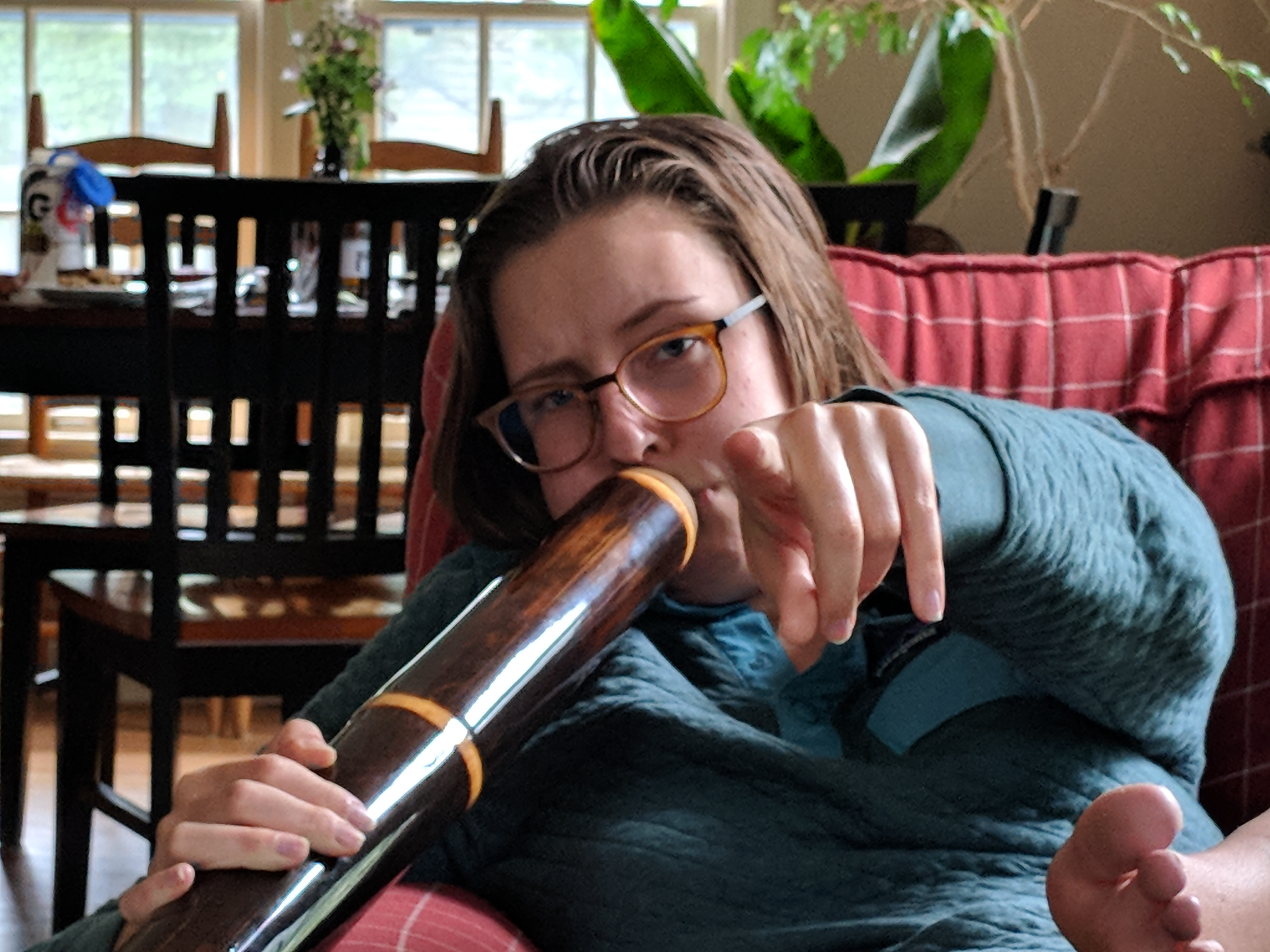
Amateur Didgeridoo Player Using Bamboo Instrument

Em 2005, um estudo do British Medical Journal (Jornal Médico Britânico) descobriu que aprender e praticar o Didgeridoo ajuda a reduzir o ronco e apneia do sono, assim como o tempo necessário para o descanso. Isto parece funcionar devido ao fortalecimento dos músculos da via aérea superior, diminuindo a tendência de distúrbio durante o sono.
Outro estudo, realizado no Brasil em 2008 por uma dupla de estudantes universitários da UAM, no curso de Naturologia, promoveu a comprovação de diversos efeitos terapêuticos do Didgeridoo. O foco principal era a redução da ansiedade, mas junto a isso demonstrou-se também uma melhora na qualidade de vida, redução à vulnerabilidade ao estresse e melhora da respiração com indícios de combate ao tabagismo (indicado por fumantes que participaram do estudo).

## Principais tipos de sons
Existem cinco tipos principais de sons: drone, toot (ou trumpet), ressonância, vocalizações e harmónicos.

## Cultura aborígene
Diz a cultura aborígene que uma raça superior conviveu com o seu povo durante muitos anos. Ao deixar o planeta Terra, estes seres deixaram o didjeridu, como um instrumento para que os aborígenes pudessem se comunicar telepaticamente com eles. O som emitido pelo instrumento leva a um interiorização (ou meditação), que, segundo a cultura local, desenvolve estas capacidades de intuição e telepatia. O som é parecido com alguns mantras hindus e budistas.